# Eudorylas rectinervis
Eudorylas rectinervis är en tvåvingeart som först beskrevs av Collin 1941.  Eudorylas rectinervis ingår i släktet Eudorylas och familjen ögonflugor. Inga underarter finns listade i Catalogue of Life.